# Dežela
Dežela je ozemljska upravna enota, običajno z določeno samostojnostjo. 

## Etimologija
Slovenska beseda izhaja iz glagola »držati«, zaradi česar se je zgodnejša oblika glasila »držela«. Ta je še zabeležena pri nekaterih starejših prekmurskih piscih. S tem je pojem sopomenski s pojmom »država« in torej označuje držo, držanje skupaj in obstojnost. Glas »r« je izpadel podobno kot v drugih primerih nekaterih narečij in knjižnega jezika, na primer pri besedah češnja (črešnja), čevo (črevo), čevelj (črevelj), čez (črez).
Drugi ustrezni pojmi za upravno ozemeljsko enoto z višjo stopnjo samostojnosti v sodobnih pravnih ureditvah so regija in kanton, na Madžarskem in Hrvaškem pa je ozemlje z enako samostojnostjo imenovano županija.

## Zgodovina
Dežele so začele nastajati v srednjem veku kot posledica širjenja posesti zemljiških gospodov ter uveljavljanja oblasti nad nesvobodnim plemstvom namesto dotedanje osebne odvisnosti na podlagi njihove pripadnosti ozemlju. Iz takih prizadevanj se je sčasoma oblikovala posebna pravna ureditev. Od 17. stoletja so Habsburžani vladali kot deželni knezi v vseh slovenskih deželah.
Z oblikovanjem dežel je nastala tudi deželna identiteta oziroma zavest o pripadnosti deželam.
Na območju Slovenije so se tako od 17. stoletja do ukinitve samostojnosti dežel 4. novembra 1918 (po nastanku nove Države SHS) oblikovale naslednje dežele:
- Koroška
- Kranjska
- Štajerska
- Goriška in Gradiška
- Istra
- Primorska (deli Trsta, Goriške in Istre v 19.stol.)

## Sodobnost
Dežele so se kot del upravne ureditve obdržale kot zvezne dežele v Avstriji ter Nemčiji, v Italiji pa kot poimenovanje regij.